# Kuibyschew (Stadt)
Kuibyschew (russisch Куйбышев) ist eine Stadt in der Oblast Nowosibirsk (Russland) mit 45.299 Einwohnern (Stand 14. Oktober 2010). Sie ist nicht zu verwechseln mit der Millionenstadt Samara, die von 1935 bis 1990 ebenfalls den Namen Kuibyschew trug.

## Geographie
Die Stadt liegt im südöstlichen Teil des Westsibirischen Tieflandes, etwa 300 km westlich der Oblasthauptstadt Nowosibirsk, am Fluss Om, einem rechten Nebenfluss des Irtysch. Das Klima ist kontinental.
Die Stadt Kuibyschew ist der Oblast administrativ direkt unterstellt und zugleich Verwaltungszentrum des gleichnamigen Rajons.

## Geschichte
Kuibyschew entstand an heutiger Stelle 1772 und erhielt 1782 als Kainsk Stadtrechte. Den heutigen Namen, nach dem sowjetischen Politiker Walerian Kuibyschew, erhielt die Stadt 1935.

### Bevölkerungsentwicklung
| Jahr | Einwohner |
| ---- | --------- |
| 1897 | 5.884     |
| 1939 | 12.930    |
| 1959 | 30.380    |
| 1970 | 40.166    |
| 1979 | 46.545    |
| 1989 | 51.171    |
| 2002 | 48.848    |
| 2010 | 45.299    |

Anmerkung: Volkszählungsdaten

## Söhne und Töchter der Stadt
- Michail Antonowitsch Ussow (1883–1939), Geologe und Hochschullehrer
- Wladimir Sobolew (1924–2010), Funktionär der KPdSU und Diplomat
- Ramasan Galjaletdinow (* 1958), Radrennfahrer